# Пике, Нельсон (младший)
Не́льсон  А́нжело Та́мсма Пике́ Со́уту Майо́р (порт.-браз. Nelson Angelo Tamsma Piquet Souto Maior, 25 июля 1985, Гейдельберг, ФРГ), также известен как Не́льсон Пике́-мла́дший, Нельси́ньо Пике́ — бразильский автогонщик. Сын трёхкратного чемпиона мира в классе гонок Формулы-1 Нельсона Пике. В сезонах 2005 и 2006 выступал в серии GP2, одержал победу в Бельгии в 2005 и заработал второе место в серии в 2006. В сезоне 2007 тест- и запасной пилот команды Формулы-1 Renault, в 2008-2009 годах основной пилот. Чемпион по автогонкам в классе Формула-E в сезоне 2014-2015. В данный момент Пике проживает в Оксфорде, Англия.

## Семья
Родители Пике развелись вскоре после его рождения. Он жил в Монако с его нидерландской матерью Сильвией Тамсмой. Когда ему исполнилось восемь, он переехал в Бразилию к отцу Нельсону Пике. «Семья сменила меня. Моя мать хотела, чтобы я знал своего отца, Бразилию и язык, и она решила, что Бразилия будет лучше для ребёнка». У Нельсиньо есть две сестры, Келли и Жулия, и четыре брата: Жералду, Лазлу, Педру и Марку. Он жил в Бразилии и обучался в American School of Brasilia. После того как ему исполнилось 16 лет, он решил посвятить свою жизнь гонкам.

## Карьера

### Перед Формулой-1
Карьера Пике началась в 1993 с Бразильского картинга, где он участвовал вплоть до 2001 года, когда он перешёл в Южноамериканскую Формулу-3. Благодаря богатству своего отца он выступал в его команде вплоть до серии GP2. Он провёл часть сезона 2001 года и выиграл чемпионат 2002 года за четыре гонки до конца сезона. В 2002 году он также принял участие в одной гонке Бразильской Формулы-Рено.
В 2003 году Пике отправился в Великобританию, где принял участие в Британской Формуле-3 в команде Piquet Sports. Он завершил чемпионат на третьем месте с шестью победами, пятью подиумами и восемью поул-позициями. Также он провёл тесты в команде Формулы-1 Williams.
В 2004 году Пике выиграл чемпионат Британской Формулы-3 и стал самым молодым чемпионом в истории в 19 лет и 2 месяца. Также он снова провёл тесты за Williams.
В 2005 году Пике принял участие в А1 Гран-при за команду Бразилии, выиграл спринт и основную гонку на первом этапе сезона в Брэндс-Хэтче, а также получил очко за быстрый круг. Также он принял участие в GP2 за команду HiTech/Piquet Sports, выиграл первую гонку в Спа в Бельгии и провёл тесты за команду Формулы-1 BAR-Honda.
В 2006 году Пике заработал второе место вслед за британским пилотом Льюисом Хэмилтоном в свой второй год выступлений в GP2.

### Формула-1 — «Renault»

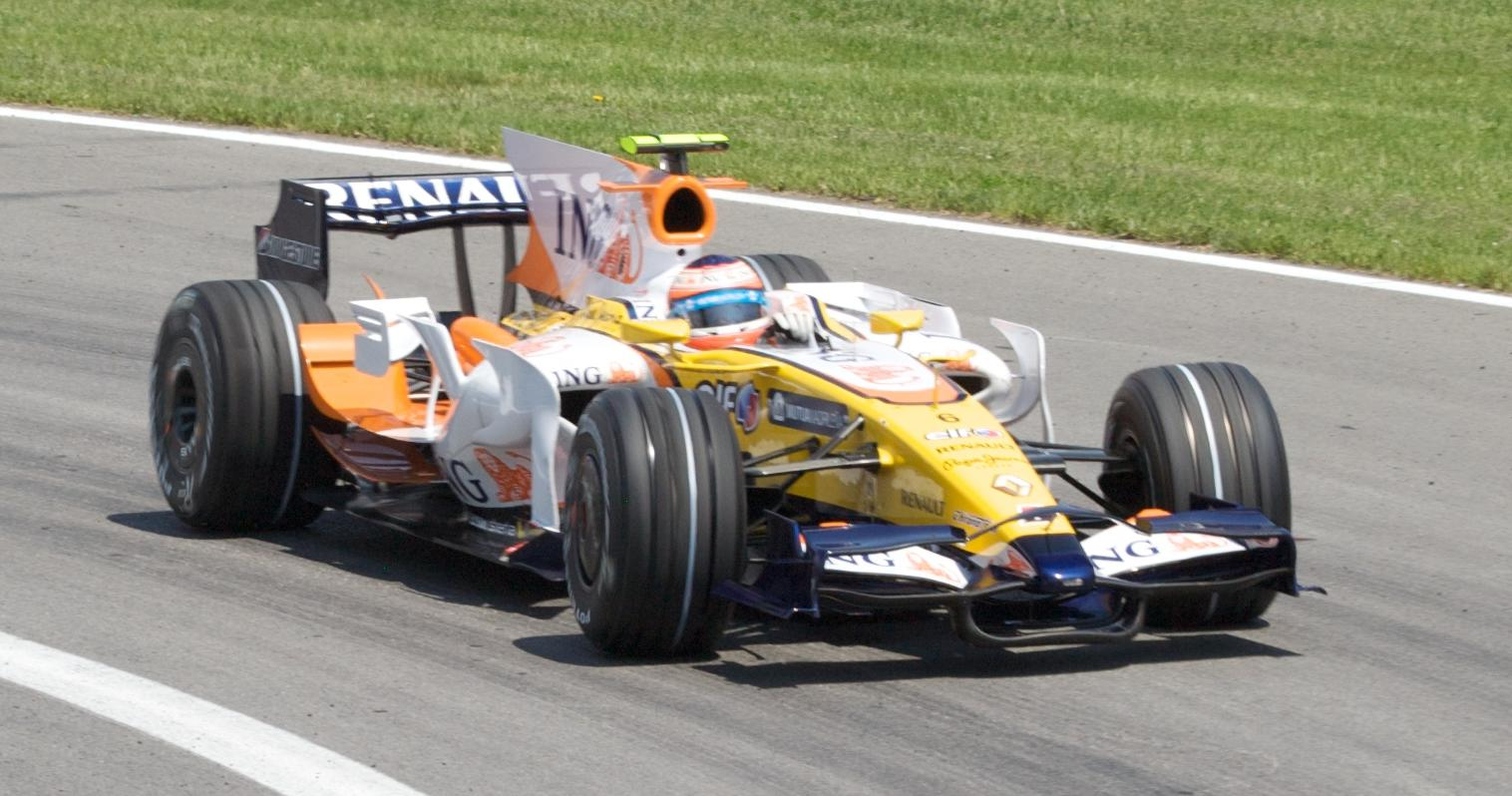
Пике за рулём Renault R28 на Гран-при Канады 2008 года.

#### 2007
На протяжении сезона 2007 он был запасным и тест-пилотом команды Renault.

#### 2008
В сезоне 2008 Пике был представлен в качестве напарника по Renault вернувшегося двукратного чемпиона Фернандо Алонсо. Сообщалось, что он получил преимущество в борьбе за место в команде перед Хейкки Ковалайненом, потому как считали, что Ковалайнен может стать серьёзным соперником для Алонсо, а вызов такого рода для Алонсо мог стать таким же ударом по команде, как и годом ранее в McLaren.
В первой гонке сезона 2008 года — Гран-при Австралии — Пике стартовал 21-м и повредил свой болид в столкновении на стартовом круге, окончательно он сошёл на 31-м круге. Это был точно такой же результат, который показал его отец в дебютной гонке. На Гран-при Малайзии он стартовал с тринадцатого места на стартовой решётке и финишировал 11-м. Он стартовал 14-м на Гран-при Бахрейна, но сошёл из-за проблем с коробкой передач после второго пит-стопа. Пике впервые прошёл в третью часть квалификации на Гран-при Испании в Барселоне, квалифицировавшись 10-м. Тем не менее, гонку он завершил на седьмом круге после столкновения с Себастьеном Бурде при попытке обгона. На Гран-при Турции он квалифицировался 17-м и финишировал 15-м. Его проблемы усугублялись сходами, такими, как в Монако, где он не смог справиться с дождевыми условиями, и отправился в разворот, как и Алонсо в Канаде перед тем, как сойти на 43 круге из-за проблем с тормозами.

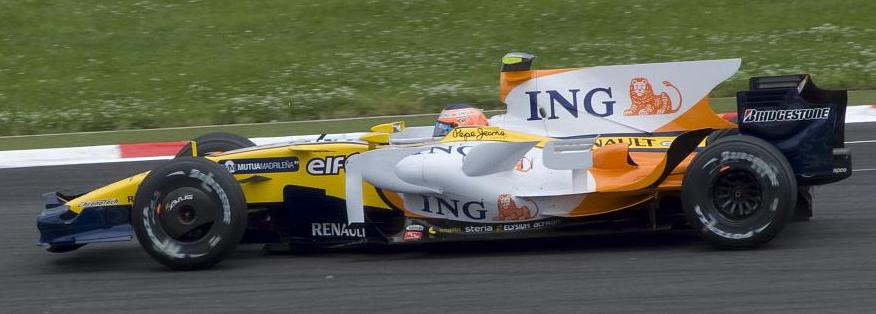
Пике набирает свои первые в карьере очки на Гран-при Франции 2008 года.

Давление над Пике со стороны Renault увеличивалось по ходу сезона 2008 года, и, по слухам, он мог потерять место в команде, если не улучшит результаты. Renault не комментировало слухи, публично призывая его улучшить результаты после Гран-при Турции и после неудачи в дождевом Монако.. Несмотря на давление, молодой пилот смог хорошо себя показать. Пике заработал свои первые очки, придя к финишу на седьмом месте на Гран-при Франции 2008 года, обойдя при этом своего напарника, двукратного чемпиона Фернандо Алонсо, на последних кругах гонки. На Гран-при Великобритании в Сильверстоуне Пике некоторое время шёл на четвёртом месте, обогнав своего напарника, который был на протёртых шинах. Пике аквапланировал, и его развернуло на 36 круге вместе с рядом других гонщиков. На следующей гонке в Германии он финишировал впереди Фелипе Массы на Ferrari и заработал второе место позади Mclaren Льюиса Хэмилтона и свой первый финиш на подиуме, но здесь во многом сыграло везение, так как он был единственным пилотом, кто провёл гонку на стратегии одного пит-стопа, и появившийся сразу же после пит-стопа Сейфети-кар.
На Гран-при Сингапура Нельсиньо попал в аварию, которая привела к появлению машины безопасности. Это сыграло на руку его партнёру Фернандо Алонсо, который дозаправился раньше остальных и за счет этого смог выиграть гонку. Через год, уже после увольнения из Renault, Пике признается, что авария была подстроена по приказу команды, чтобы обеспечить победу Алонсо.

#### 2009

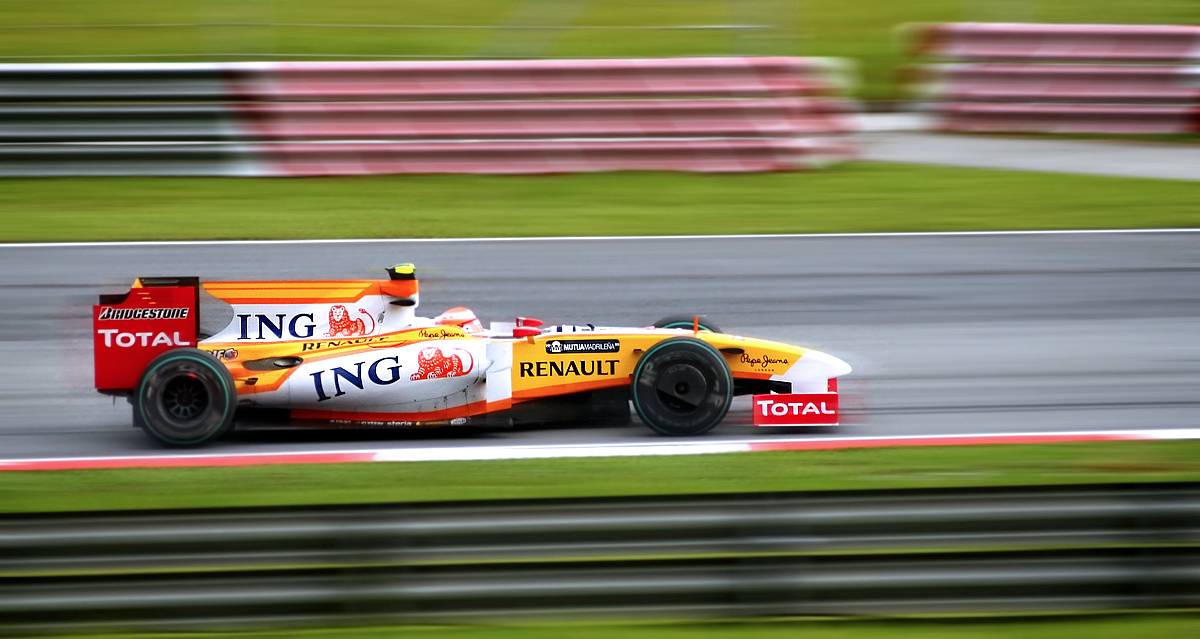
Пике на Гран-при Малайзии 2009 года.

Несмотря на слухи об уходе Пике, Renault подписало с ним однолетний контракт.. Алонсо остался напарником в надежде, что Renault сможет снова бороться за титул.
Пике провёл разочаровывающий старт сезона 2009 года и не смог ни разу пройти дальше первой части квалификации. Свою первую гонку в Австралии он завершил на 24-м круге из-за проблем с тормозами. Более удачно прошла гонка в Малайзии, где он финишировал тринадцатым, всего лишь в двух местах и семи секундах позади напарника по команде Алонсо, после того, как гонка была остановлена из-за сильного ливня. Китай стал ещё одним разочарованием, Пике часто вылетал, и ему два раза меняли носовой обтекатель. В итоге он финишировал на последнем 16-месте в двух кругах от лидера. Глава команды Флавио Бриаторе сказал: «Очень, очень плохая гонка».. Более сильный результат он показал в Бахрейне, финишировав 10-м и показав немало обгонов. На последних кругах гонки он обогнал Марка Уэббера. В Испании он провёл спокойную гонку и финишировал всего лишь 12-м.
На Гран-при Монако 2009 года Пике шёл 10-м до того, как собрал «паровозик» Себастьяна Феттеля. Стратегия Пике позволяла ему не останавливаться вплоть до 36 круга. Тем не менее, болид пилота Toro Rosso Себастьена Буэми протаранил машину Пике, что стоило ему седьмого места. Расстроенный Пике сказал после гонки: «Я крайне огорчен сходом с дистанции. Мне удался неплохой старт, и все складывалось вполне удачно — мы запланировали длинный первый отрезок, а соперники впереди вели очень плотную борьбу, как вдруг Себастьен Буэми врезался в заднюю часть моей машины. Досадно, сегодня я мог набрать несколько очков…» Гран-при Турции для Пике не заладилось ещё в квалификации, в гонке он обогнал Хэмилтона и Баррикелло, но в итоге финишировал лишь 16-м.
3 августа 2009 бразилец подтвердил своё увольнение из команды Renault.
После увольнения Пике направил в FIA открытое письмо, где признался в совершении предумышленной аварии на Гран-при Сингапура 2008 года. По его словам, его к этому вынудили Флавио Бриаторе и Пэт Симмондс, заявив ему, что в противном случае его контракт на следующий год не будет продлен. Авария, организованная Renault в нужном месте и в нужное время, привела к появлению автомобиля безопасности, что сыграло на руку Алонсо и помогло ему победить в той гонке.
FIA инициировала расследование инцидента и признала справедливость обвинений Пике. Бриаторе и Симондс вынуждены были подать в отставку, после чего Бриаторе был дисквалицифирован пожизненно, а Симондс — на пять лет. Пике и Алонсо наказания избежали, и результат гонки пересмотрен не был. Этот скандал испортил репутацию как команде Renault, так и самому Пике: многие гонщики осуждали и сам факт совершения аварии, и его разглашение.

## Результаты выступлений

### Гоночная карьера
| Сезон     | Серия                                | Команда                                   | Гонки      | Поулы      | Победы     | Очки       | Место      |
| --------- | ------------------------------------ | ----------------------------------------- | ---------- | ---------- | ---------- | ---------- | ---------- |
| 2001      | Южноамериканская Формула-3           | Piquet Sports                             | 7          | 1          | 1          | 77         | 5          |
| 2002      | Южноамериканская Формула-3           | Piquet Sports                             | 17         | 16         | 13         | 296        | 1          |
| 2003      | Британская Формула-3                 | Piquet Sports                             | 23         | 8          | 6          | 231        | 3          |
| 2003      | Гран-при Макао Формулы-3             | ?                                         | 1          | 0          | 0          | Н/Д        | 8          |
| 2003      | Формула-3 Мастерс                    | Piquet Sports                             | 1          | 1          | 0          | Н/Д        | 2          |
| 2003      | Гран-при Кореи Формулы-3             | HiTech Racing                             | 1          | 0          | 0          | Н/Д        | 3          |
| 2004      | Британская Формула-3                 | Piquet Sports                             | 24         | 5          | 6          | 282        | 1          |
| 2004      | Еврокубок Формулы-3                  | Piquet Sports                             | 1          | 1          | 0          | Н/Д        | 4          |
| 2004      | Гран-при Макао Формулы-3             | Piquet Sports                             | 1          | 0          | 0          | Н/Д        | 10         |
| 2004      | Формула-3 Мастерс                    | Piquet Sports                             | 1          | 0          | 0          | Н/Д        | 8          |
| 2004      | Гран-при Бахрейна Формулы-3          | Piquet Sports                             | 1          | 0          | 0          | Н/Д        | НК         |
| 2004      | Porsche Supercup                     | Porsche AG VIP Team                       | 1          | 0          | 0          | 0          | НК         |
| 2005      | GP2                                  | HiTech-Piquet Sports                      | 22         | 0          | 1          | 46         | 8          |
| 2005-06   | А1 Гран-при                          | Бразилия                                  | 14         | 2          | 2          | 71*        | 6*         |
| 2006      | GP2                                  | Piquet Sports                             | 21         | 6          | 4          | 102        | 2          |
| 2006      | 24 Часа Ле-Мана                      | Russian Age Racing (GT1)                  | 1          | 0          | 0          | Н/Д        | 4          |
| 2006      | Mil Milhas Brasil                    | Cirtek Motorsport (GTP1)                  | 1          | 0          | 1          | Н/Д        | 1          |
| 2007      | Формула-1                            | Renault                                   | Тест-пилот | Тест-пилот | Тест-пилот | Тест-пилот | Тест-пилот |
| 2008      | Формула-1                            | Renault                                   | 18         | 0          | 0          | 19         | 12         |
| 2009      | Формула-1                            | Renault                                   | 10         | 0          | 0          | 0          | 21         |
| 2010      | NASCAR Nationwide Series             | Baker Curb Racing                         | 1          | 0          | 0          | 146        | 102        |
| 2010      | NASCAR Camping World Truck Series    | Red Horse Racing Billy Ballew Motorsports | 4          | 0          | 0          | 644        | 44         |
| 2010      | ARCA Racing Series                   | Eddie Sharp Racing                        | 3          | 1          | 0          | 450        | 50         |
| 2010      | Copa Chevrolet Montana               | M4T Motorsport                            | 1          | 0          | 0          | -          | НК         |
| 2011      | NASCAR Camping World Truck Series    | Kevin Harvick Incorporated                | 25         | 0          | 0          | 752        | 10         |
| 2011      | NASCAR Nationwide Series             | Turner Motorsports                        | 1          | 0          | 0          | -          | 124        |
| 2012      | NASCAR Camping World Truck Series    | Turner Motorsports                        | 22         | 3          | 2          | 747        | 7          |
| 2012      | NASCAR Nationwide Series             | Turner Motorsports                        | 2          | 1          | 1          | -          | 104        |
| 2013      | NASCAR Nationwide Series             | Turner Scott Motorsports                  | 33         | 0          | 0          | 861        | 12         |
| 2013      | NASCAR Camping World Truck Series    | NTS Motorsports Turner Scott Motorsports  | 2          | 0          | 0          | 0          | 100†       |
| 2013      | Global RallyCross Championship       | X Team Racing                             | 4          | 0          | 0          | 17         | 19         |
| 2014      | Stock Car Brasil                     | Mobil Super Racing                        | 1          | 0          | 0          | 0†         | НК         |
| 2014      | NASCAR Sprint Cup Series             | Randy Humphrey Racing                     | 1          | 0          | 0          | 18         | 53         |
| 2014      | Blancpain Sprint Series              | BMW Sport Trophy Team Brasil              | 8          | 0          | 0          | 4          | 37         |
| 2014      | Global RallyCross Championship       | SH Racing                                 | 10         | 0          | 0          | 307        | 4          |
| 2014–15   | Формула-E                            | China Racing                              | 11         | 0          | 2          | 144        | 1          |
| 2015      | Stock Car Brasil                     | AMG Motorsport                            | 1          | 1          | 0          | 0          | НК†        |
| 2015      | Global RallyCross Championship       | SH Racing Rallycross                      | 12         | 0          | 1          | 380        | 4          |
| 2015      | Indy Lights                          | Carlin                                    | 2          | 1          | 0          | 28         | 15         |
| 2015–16   | Формула-E                            | NEXTEV TCR                                | 10         | 0          | 0          | 8          | 15         |
| 2016      | FIA WEC — LMP1                       | Rebellion Racing                          | 3          | 0          | 0          | 25         | 15         |
| 2016      | 24 часа Ле-Мана — LMP1               | Rebellion Racing                          | 1          | 0          | 0          | —          | 29         |
| 2016      | Global RallyCross Championship       | SH Rallycross                             | 3          | 0          | 0          | 63         | 12         |
| 2016      | NASCAR Xfinity Series                | Biagi-DenBeste Racing                     | 1          | 0          | 0          | 3          | 83         |
| 2016      | Stock Car Brasil                     | Shell Racing                              | 1          | 0          | 0          | 0          | НК†        |
| 2016—17   | Формула-E                            | NextEV NIO                                | 12         | 1          | 0          | 33         | 11         |
| 2017      | FIA WEC — LMP2                       | Vaillante Rebellion                       | 8          | 1          | 0          | 73         | 12         |
| 2017      | 24 часа Ле-Мана — LMP2               | Vaillante Rebellion                       | 1          | 0          | 0          | —          | ДСК        |
| 2017      | International GT Open                | BMW Team Teo Martín                       | 2          | 0          | 0          | 8          | 28         |
| 2017—18   | Формула-E                            | Panasonic Jaguar Racing                   | 12         | 0          | 0          | 51         | 9          |
| 2018      | Stock Car Brasil                     | Full Time Bassani                         | 19         | 0          | 0          | 65         | 15         |
| 2018—19   | Формула-E                            | Panasonic Jaguar Racing                   | 6          | 0          | 0          | 1          | 22         |
| 2019      | Stock Car Brasil                     | Full Time Sports                          | 21         | 0          | 0          | 163        | 13         |
| 2019      | TitansRX International Europe Series | Н/Д                                       | 4          | 0          | 0          | 22         | 18         |
| 2020      | Stock Car Brasil                     | Full Time Bassani                         | 18         | 0          | 1          | 224        | 7          |
| 2020      | Porsche Endurance Series             | Н/Д                                       | 3          | 0          | 1          | 192        | 2          |
| 2021      | Stock Car Brasil                     | MX Piquet Sports                          | 13         | 0          | 0          | 24         | 30         |
| 2021      | Porsche Endurance Series             | Н/Д                                       | 2          | 0          | 0          | 144        | 7          |
| 2022      | Stock Car Brasil                     | Motul TMG Racing                          | 22         | 0          | 2          | 232        | 8          |
| Источник: |                                      |                                           |            |            |            |            |            |

* Включая очки, заработанные другими гонщиками, выступавшими за команду Бразилии.
† — Поскольку Пике был гостевым пилотом, он не мог получать очки.

### Результаты выступлений в GP2
| Легенда к таблице |                                                                    |
| --- | ------------------------------------------------------------------ |
| В таблице перечислены результаты всех Гран-при Формулы-1, в которых принимал участие гонщик. Строками таблицы являются сезоны, столбцами — этапы чемпионата мира. В каждой клетке указаны сокращённое название этапа и результат, дополнительно обозначенный цветом. Расшифровка обозначений и цветов представлена в нижеследующей таблице. |                                                                    |
| \| Пример \| Описание \| \| ------------ \| ------------------------------------------------------------------ \| \| 1 \| Победитель \| \| 2 \| Второе место \| \| 3 \| Третье место \| \| 5 \| Финишировал, заработав очки \| \| Сход \| Не финишировал, но при этом заработал очки \| \| 12 \| Финишировал, не получив очков \| \| НКЛ \| Финишировал, но не попал в финальную классификацию \| \| 15 \| Участвовал вне зачёта, либо по отдельной классификации \| \| 18 \| Не финишировал, но попал в финальную классификацию \| \| Сход \| Не финишировал \| \| НКВ \| Не прошёл квалификацию \| \| НПКВ \| Не прошёл предквалификацию \| \| ДСК \| Дисквалифицирован \| \| ИСК \| Исключён из протокола соревнований \| \| ТТ \| Заявлен для участия только в тренировках \| \| НС \| Участвовал в квалификации, но не стартовал в гонке \| \| Т \| Травмирован или болен \| \| ОТК \| Отказ от участия \| \| НТР \| Прибыл на соревнования, но на трассу не выезжал \| \| НПР \| Был заявлен в числе участников, но не прибыл к началу соревнований \| \| О \| Соревнования отменены \| \| \| Не участвовал \| \| Поул-позиция \| \| \| Быстрый круг \| \| |                                                                    |
| Пример | Описание                                                           |
| 1 | Победитель                                                         |
| 2 | Второе место                                                       |
| 3 | Третье место                                                       |
| 5 | Финишировал, заработав очки                                        |
| Сход | Не финишировал, но при этом заработал очки                         |
| 12 | Финишировал, не получив очков                                      |
| НКЛ | Финишировал, но не попал в финальную классификацию                 |
| 15 | Участвовал вне зачёта, либо по отдельной классификации             |
| 18 | Не финишировал, но попал в финальную классификацию                 |
| Сход | Не финишировал                                                     |
| НКВ | Не прошёл квалификацию                                             |
| НПКВ | Не прошёл предквалификацию                                         |
| ДСК | Дисквалифицирован                                                  |
| ИСК | Исключён из протокола соревнований                                 |
| ТТ | Заявлен для участия только в тренировках                           |
| НС | Участвовал в квалификации, но не стартовал в гонке                 |
| Т | Травмирован или болен                                              |
| ОТК | Отказ от участия                                                   |
| НТР | Прибыл на соревнования, но на трассу не выезжал                    |
| НПР | Был заявлен в числе участников, но не прибыл к началу соревнований |
| О | Соревнования отменены                                              |
| | Не участвовал                                                      |
| Поул-позиция |                                                                    |
| Быстрый круг |                                                                    |

| Сезон | Команда              | 1        | 2       | 3       | 4     | 5          | 6        | 7       | 8          | 9          | 10         | 11         | 12      | 13      | 14         | 15       | 16      | 17      | 18      | 19         | 20      | 21       | 22         | 23       | ЛЗ | Очки |
| ----- | -------------------- | -------- | ------- | ------- | ----- | ---------- | -------- | ------- | ---------- | ---------- | ---------- | ---------- | ------- | ------- | ---------- | -------- | ------- | ------- | ------- | ---------- | ------- | -------- | ---------- | -------- | -- | ---- |
| 2005  | Hitech/Piquet Racing | САН 1 14 | САН 2 6 | ИСП 1 5 | ИСП 2 | МОН 1 11   | ЕВР 1 5  | ЕВР 2 3 | ФРА 1 Сход | ФРА 2 ДСК  | ВЕЛ 1 Сход | ВЕЛ 2 Сход | ГЕР 1 3 | ГЕР 2 8 | ВЕН 1 Сход | ВЕН 2 10 | ТУЦ 1 4 | ТУЦ 2 6 | ИТА 1 3 | ИТА 2 Сход | БЕЛ 1   | БЕЛ 2 14 | БАХ 1 Сход | БАХ 2 15 | 8  | 46   |
| 2006  | Piquet Sports        | ВАЛ 1    | ВАЛ 2 4 | САН 1 5 | САН 2 | ЕВР 1 Сход | ЕВР 2 19 | ИСП 1 4 | ИСП 2      | МОН 1 Сход | ВЕЛ 1 4    | ВЕЛ 2 5    | ФРА 1 4 | ФРА 2   | ГЕР 1 13   | ГЕР 2 НС | ВЕН 1   | ВЕН 2 1 | ТУЦ 1   | ТУЦ 2 5    | ИТА 1 2 | ИТА 2 6  |            |          | 2  | 102  |

## Результаты выступлений в Формуле-1
| Легенда к таблице |                                                                    |
| --- | ------------------------------------------------------------------ |
| В таблице перечислены результаты всех Гран-при Формулы-1, в которых принимал участие гонщик. Строками таблицы являются сезоны, столбцами — этапы чемпионата мира. В каждой клетке указаны сокращённое название этапа и результат, дополнительно обозначенный цветом. Расшифровка обозначений и цветов представлена в нижеследующей таблице. |                                                                    |
| \| Пример \| Описание \| \| ------------ \| ------------------------------------------------------------------ \| \| 1 \| Победитель \| \| 2 \| Второе место \| \| 3 \| Третье место \| \| 5 \| Финишировал, заработав очки \| \| Сход \| Не финишировал, но при этом заработал очки \| \| 12 \| Финишировал, не получив очков \| \| НКЛ \| Финишировал, но не попал в финальную классификацию \| \| 15 \| Участвовал вне зачёта, либо по отдельной классификации \| \| 18 \| Не финишировал, но попал в финальную классификацию \| \| Сход \| Не финишировал \| \| НКВ \| Не прошёл квалификацию \| \| НПКВ \| Не прошёл предквалификацию \| \| ДСК \| Дисквалифицирован \| \| ИСК \| Исключён из протокола соревнований \| \| ТТ \| Заявлен для участия только в тренировках \| \| НС \| Участвовал в квалификации, но не стартовал в гонке \| \| Т \| Травмирован или болен \| \| ОТК \| Отказ от участия \| \| НТР \| Прибыл на соревнования, но на трассу не выезжал \| \| НПР \| Был заявлен в числе участников, но не прибыл к началу соревнований \| \| О \| Соревнования отменены \| \| \| Не участвовал \| \| Поул-позиция \| \| \| Быстрый круг \| \| |                                                                    |
| Пример | Описание                                                           |
| 1 | Победитель                                                         |
| 2 | Второе место                                                       |
| 3 | Третье место                                                       |
| 5 | Финишировал, заработав очки                                        |
| Сход | Не финишировал, но при этом заработал очки                         |
| 12 | Финишировал, не получив очков                                      |
| НКЛ | Финишировал, но не попал в финальную классификацию                 |
| 15 | Участвовал вне зачёта, либо по отдельной классификации             |
| 18 | Не финишировал, но попал в финальную классификацию                 |
| Сход | Не финишировал                                                     |
| НКВ | Не прошёл квалификацию                                             |
| НПКВ | Не прошёл предквалификацию                                         |
| ДСК | Дисквалифицирован                                                  |
| ИСК | Исключён из протокола соревнований                                 |
| ТТ | Заявлен для участия только в тренировках                           |
| НС | Участвовал в квалификации, но не стартовал в гонке                 |
| Т | Травмирован или болен                                              |
| ОТК | Отказ от участия                                                   |
| НТР | Прибыл на соревнования, но на трассу не выезжал                    |
| НПР | Был заявлен в числе участников, но не прибыл к началу соревнований |
| О | Соревнования отменены                                              |
| | Не участвовал                                                      |
| Поул-позиция |                                                                    |
| Быстрый круг |                                                                    |

| Год  | Команда             | Шасси       | Двигатель           | 1        | 2      | 3        | 4        | 5      | 6        | 7        | 8      | 9        | 10     | 11    | 12     | 13       | 14     | 15       | 16    | 17    | 18       | Место | Очки |
| ---- | ------------------- | ----------- | ------------------- | -------- | ------ | -------- | -------- | ------ | -------- | -------- | ------ | -------- | ------ | ----- | ------ | -------- | ------ | -------- | ----- | ----- | -------- | ----- | ---- |
| 2008 | ING Renault F1 Team | Renault R28 | Renault RS27 2,4 V8 | АВС Сход | МАЛ 11 | БАХ Сход | ИСП Сход | ТУР 15 | МОН Сход | КАН Сход | ФРА 7  | ВЕЛ Сход | ГЕР 2  | ВЕН 6 | ЕВР 11 | БЕЛ Сход | ИТА 10 | СИН Сход | ЯПО 4 | КИТ 8 | БРА Сход | 12    | 19   |
| 2009 | ING Renault F1 Team | Renault R29 | Renault RS27 2,4 V8 | АВС Сход | МАЛ 13 | КИТ 16   | БАХ 10   | ИСП 12 | МОН Сход | ТУР 16   | ВЕЛ 12 | ГЕР 13   | ВЕН 12 | ЕВР   | БЕЛ    | ИТА      | СИН    | ЯПО      | БРА   | АБУ   |          | 21    | 0    |